# Хайнс, Грегори
Гре́гори Хайнс (англ. Gregory Hines; 14 февраля 1946, Нью-Йорк, США — 9 августа 2003, Лос-Анджелес, США) — американский актёр, хореограф и танцор.

## Биография
Родился 14 февраля 1946 года в Нью-Йорке. Занимался чечёткой с пяти лет вместе со своим братом Морисом, а через три года уже выступал на Бродвее. Этот свой талант позже использовал не без иронии в гангстерско-музыкальном фильме «Клуб „Коттон“», поставив также и танцы.
В качестве хореографа и в более драматической роли американского чечёточника, оказавшегося в советском ГУЛаге, выступил в картине «Белые ночи» (1985), сотрудничая в работе над ней с признанным мастером балета Михаилом Барышниковым.
Однако чаще предпочитал комедийное амплуа в кино: «Всемирная история, часть первая» (1981); «Сделка века» (1983); «Бежим без оглядки» (1986); «Ярость в Гарлеме» (1991); «Человек эпохи Возрождения» (1994); «В ожидании выдоха» (1995).
Но снимался также в мистических («Волки», 1981), фантастических («Канун разрушений», 1990), музыкальных лентах («Степ», 1989; «Боджанглс», 2001).
Скончался от рака печени 9 августа 2003 года в Лос-Анджелесе, США.

## Избранная фильмография
| Год       |   | Русское название                | Оригинальное название                      | Роль                      |
| --------- | - | ------------------------------- | ------------------------------------------ | ------------------------- |
| 1981      | ф | Всемирная история, часть первая | History of the World, Part I               | Иосиф                     |
| 1981      | ф | Волки                           | Wolfen                                     | Уиттингтон                |
| 1983      | ф | Сделка века                     | Deal of the Century                        | Рэй Кастернак             |
| 1984      | ф | Клуб «Коттон»                   | The Cotton Club                            | Делберт «Сэндмен» Уильямс |
| 1985      | ф | Белые ночи                      | White Nights                               | Рэймонд Гринвуд           |
| 1991      | ф | Канун разрушений                | Eve of Destruction                         | полковник Джим Маккуэйд   |
| 1991      | ф | Ярость в Гарлеме                | A Rage In Harlem                           | Голди                     |
| 1994      | ф | Человек эпохи Возрождения       | Renaissance Man                            | сержант Кэсс              |
| 1995      | ф | В ожидании выдоха               | Waiting to Exhale                          | Марвин Кинг               |
| 1996      | ф | Время бешеных псов              | Mad Dog Time                               | Джулс Фламинго            |
| 1996      | ф | Жена священника                 | The Preacher’s Wife                        | Джо Хэмилтон              |
| 1999—2000 | с | Уилл и Грейс                    | Will & Grace                               | Бен Дусетт                |
| 2000      | ф | Женские тайны                   | Things You Can Tell Just by Looking at Her | Роберт                    |